# Magadan oblast
Magadan oblast (russisk: Магаданская область, tr. Magadanskaja oblast, udtale: məgɐˈdanskəjə ˈobləsʲtʲ) er en af 46 oblaster i Den Russiske Føderation. Oblasten har et areal på 462.464 km² og 146.345(2016) indbyggere. Magadan oblast er en del af det Fjernøstlige Føderale Distrikt. Oblastens administrative center er placeret i byen Magadan.
Oblasten grænser mod nord til Tjukotskij autonome okrug, mod øst til Kamtjatka kraj, mod syd op til Khabarovsk kraj og mod vest til Republikken Sakha (Jakutien).

## Historie
Magadan oblast blev oprettet i 1953 i det, der var almindelig kendt som Kolyma. På grund af områdets betydelige naturressourcer, især guld, sølv, tin og wolfram, blev råstofudvinding og vejbyggeri udviklet under Stalin-tiden i 1930'erne og 1940'erne, koordineret af Dalstroj og dens arbejdslejre. Efter Stalin's død blev Dalstroj opløst, og den regionale administration overtog mange af dets tidligere ansvarsområder. Fra da af blev de fleste fangebaserede opgaver erstattet af lønnet arbejde, tiltrukket af regionens hurtige økonomiske vækst, især inden for guldudvindingen.
Regionens oprindelige indbyggere, herunder evenkere, korjaker, jupiker, tjuktere, oroker, sjorer, tjuvasjere og itelmener, der traditionelt levede af fiskeri ved kysten af Det Okhotske Hav, eller af rendrift i dalene i tilknytning til floden Kolyma, led under industrialiseringen af området men kunne overleve på institutionel støtte, som de fik frem til 1987, da Perestroika medførte, at mange af de gamle strukturer begyndte at gå i opløsning. Som en følge af dette er mange af de, der ikke længere kan ernære sig på traditionel vis nu arbejdsløse.
Tsjukotka var tidligere en autonom okrug inden for Magadan oblast men blev i 1991 udskilt som eget føderalt subjekt.

## Natur
Magadan oblast består hovedsagelig af bjergørken, tundra og taiga. Den sydlige del af regionen er delvis skovbevokset med birk, pil, røn, lærk og el.
Dyrelivet i syd omfatter snefår, rensdyr, elg og brun bjørn. Der findes også mange forskellige slags fugle som ænder og søfugle. Det Okhotske Hav har rige fiskeområder for pollock, sild, torsk, flyndere og laks, og også hval, sæl, krabbe og skaldyr.

## Økonomi
Økonomien er centreret om minedriften efter guld, sølv og andre metaller. Byen Magadan er det eneste større industrielle center. Den anden hovedbidragsyder til økonomien er fiskeri, især til eksport, med forædlingsvirksomheder i Magadan, Ola, Jamsk og Evensk. Det har nylig været interesse for at udvikle kulressourcerne i regionen. På mellemlang sigt ser det ud til at være meget gode muligheder for udvinding af olie og naturgas. Landbrug er lidet udviklet i regionen.
Til trods for de rige naturressourcer er økonomien ikke blomstret så meget, som man kunne have ventet i de seneste år. Det hårde klima og den dårligt udviklede infrastruktur har bidraget hertil, men også den vanskelige overgang fra sovjettiden har ført til, at mange selskaber er kollapset med den følge, at mange indbyggere har forladt regionen. Nyligt har der dog været foretaget nye anstrengelser for at opmuntre til investeringer fra udlandet, hvilket kan føre til forbedringer i økonomien. Under et besøg i Magadan i november 2005 støttede præsident Vladimir Putin særlige skattefordele for regionen for at kunne udvikle udvinding af guldforekomster.

## Demografi
Indbyggertall: 182.726 (folketælling 2002).
Etniske grupper: I følge den russiske folketælling i 2002 var den nationale sammensætning i Magadan oblast:
146.488 russere (80,17%)
18.068 ukrainere (9,89%)
2.527 evener (1,38%)
2.169 hviderussere (1,19%)
2.006 tatarer (1,10%)
888 korjaker (0,49%)
808 ingusjetere (0,44)
780 tyskere (0,43)
643 itelmener (0,35%)
563 azerier (0,31%)
479 moldovere (0,26%)
469 jakuter (0,26%)
466 burjater (0,26%)
378 ossetere (0,21%)
357 tjuvasjere (0,20%)
344 basjkirer (0,19%)
330 armeniere (0,18%)
314 kamtsjadaler (0,17%)
og nogen få andre grupper med mindre end tre hundrede personer hver. 0,33% af indbyggerne opgav ikke sin nationalitet på folketællingsskemaet.